# Absdorf
Absdorf è un comune austriaco di 2 024 abitanti (1 gennaio 2017) nel distretto di Tulln, in Bassa Austria; ha lo status di comune di mercato (Marktgemeinde).
Il comune si trova a 30 km nord-ovest da Vienna nel Tullnerfeld a 182 m s.l.m., un po' a nord del Danubio nei pressi del fianco del Wagrams. Absdorf con la sua superficie di 15,96 km è uno dei comuni più piccoli della Bassa Austria. è conosciuto soprattutto per le sue vigne e per la tratta ferroviaria costruita nel secolo 19° della Franz-Josefs-Bahn. Il relativo centro ferroviario è Absdorf-Hippersdorf.

## Clima
Absdorf ha un clima ideale per la coltivazione della vite. In estate è abbastanza caldo di giorno, ma periodi di caldo estremo o di afa sono rari; di notte la temperatura si raffresca notevolmente. Il clima è soleggiato e secco; le piogge raggiungono a malapena 1000 Millimetri per anno. In estate la temperatura media è sui 25 °C, in inverno 3 °C; la neve però è rara. In ogni stagione c'è poca nebbia e si dissolve alla svelta.

## Storia
I ritrovamenti provano che la zona era già abitata nell'età del bronzo e durante la Cultura di La Tène. La presenza di cacciatori di Mammut è provata dal ritrovamento di trappole a pozzo e denti di mammut. Questi cacciavano lungo il fiume Schmida, che scorre anche attraverso Absdorf. Durante l'età del bronzo e la Cultura di La Tène sorsero vari insediamenti sul fiume Wagram; anche la coltivazione della vite veniva praticata dai Celti. In questa epoca esistevano scambi commerciali con i Greci, come è documentato da ritrovamenti di monete del regno di Alessandro Magno.
Con la colonizzazione da parte dei Romani il commercio del vino ebbe una notevole crescita.
Il confine a nord fra Romani e Alemanni era rappresentato dal Limes danubiano, che correva nei pressi di Absdorf lungo il Danubio. Le migrazioni dei popoli Germanici fra il 3. e il 6. secolo portarono all'abbandono e alla distruzione di molte vigne. Solo con l'espansione del Regno franco la coltivazione della vite tornò ad essere l'economia più importante del villaggio.
Absdorf è nominato per la prima volta in un documento del 864, quando il re Ludovico il Pio regaló la cosiddetta Land an der Smidaha fra Wagram e Danubio al Convento di Niederaltaich in Baviera. Nell'anno 1011 Enrico II il Santo confermò la donazione. Il villaggio chiamato Abbatesdorf nel documento è lo stesso Absdorf di oggi. Già a quell'epoca esistevano la chiesa dedicata a san Maurizio, un negozio e un mulino chiamato am Abtsperg. L'economia dei pochi conventi, che erano in gran parte dipendenti dai conventi Bavaresi, era basatosul commercio del vino che loro producevano.
Durante la guerra dei trent'anni la fattoria in Absdorf fu completamente distrutta e le vigne furono colpite da malattie.
Si tramanda che il 9 agosto 1809 Napoleone abbia pernottato nella fattoria.
Absdorf divenne più tardi un importante nodo ferroviario. La stazione del villaggio esiste dal 1870 lungo il tratto della ferrovia Imperatore Franz-Josephs dalla stazione Franz-Josefs di Vienna a Eggenburg. Nel 1872 la ferrovia  fu prolungata verso Krems, nel Wachau, fra Stockerau e Wien-Floridsdorf.
Durante la seconda guerra mondiale tutte le vigne furono distrutte dai bombardamenti, e di conseguenza il commercio del vino, che era la fonte economica principale fu bloccato. Dopo la guerra però Absdorf è stata ricostruita e le vigne sono state ripiantate, assicurando di nuovo l'esistenza dei vinicultori.